# Enoken no Chakkiri Kinta
Enoken no Chakkiri Kinta (エノケンのちゃっきり金太) è un film del 1937 diretto da Kajirō Yamamoto.
In origine la pellicola uscì in due parti, una a luglio e l'altra ad agosto del 1937, ognuna comprendente due capitoli (1° - Oh mio Dio!; 2° - È bello andare; 3° - È spaventoso tornare a casa; 4° - È una bella giornata).. Parte della pellicola andò poi perduta e quindi venne rimontata con la durata complessiva che è passata da 137 a 76 minuti.
Si tratta di una commedia con protagonista il popolarissimo Enoken, alias Ken'ichi Enomoto, nei panni di un ladruncolo che si caccia in guai più grandi di lui riuscendo sempre a cavarsela. Il contesto storico è quello del delicato ed epocale passaggio dallo shogunato Tokugawa al rinnovamento Meiji.

## Trama
A Edo nel 1868, il borseggiatore Chakkiri Kinta, dopo aver razziato i portafogli di tutti gli spettatori di uno spettacolo pubblico, dopo aver donato quello di un samurai al suo affittacamere, perde tutto al gioco.
Subito additato dal poliziotto locale come colpevole, appare innocente, ma diventa ricercato anche dal samurai che oltre al denaro ha perso un'importante missiva che doveva consegnare urgentemente a Kyoto. Con l'appoggio di alcuni colleghi, questo si mette a cercare Kinta, con l'obiettivo di precedere le forze dell'ordine per evitare incidenti diplomatici.
Kinta, servendosi dell'aiuto del suo affittacamere, sfugge alla cattura. Questi poi gli restituisce il portafogli del samurai per aiutarne la fuga. Kinta scopre così la presenza del messaggio "top secret" che consegna a Otsu, la figlia dell'affittacamere innamorata del simpatico furfante, quindi lascia la città.
Raggiunto dal responsabile della sicurezza è vittima con lo stesso di un impostore che minaccia di ucciderli. L'agente allora perdona Kinta un attimo prima che i due vengano salvati. Bloccati dalle forti piogge, i due, ormai in pace, trovano alloggio in una locanda in cui incontrano una giovane bellissima accompagnata dalla sorella. L'uomo di legge si invaghisce di questa ma Kinta scopre presto che si tratta di una sua collega intenzionata probabilmente a truffare la giovane in viaggio. Braccato dagli inseguitori, Kinta rende innocua la malintenzionata e riparte con il suo compagno di viaggio alla volta di Edo. Qui gli avvenimenti precipitano e la popolazione è stata invitata ad evacuare per evitare le conseguenze di uno scontro militare ormai imminente. Otsu teme di non riuscire a rivedere più Kinta e temporeggia in tutti i modi. Kinta da parte sua cerca Otsu, ma soprattutto per recuperare il famoso messaggio e si introduce in città fingendosi dell'esercito.
Sfruttrando il caos, forse in parte generato dalle sue stesse gesta, Kinta alla fine risolve tutto e si ricongiunge a Otsu.
Venti anni dopo il Giappone è profondamente cambiato. Kinta è un uomo maturo e passeggia con la sua compagna felice, ma non ha perso il vecchio vizio di mettere le mani nelle tasche altrui...